# August Gustafsson
Per August (August) Gustafsson (Tibro, 4 november 1875 – Göteborg, 31 oktober 1938) was een Zweeds atleet. 
Gustafsson werkte bij de politie van Göteborg. Gustafsson won met het team van de politie van Stockholm op Olympische Zomerspelen van 1912 in Stockholm een gouden medaille bij het touwtrekken. 
1900: Aabye, Schmidt, Winckler, Nilsson, Söderström, Staaf ·
1904: Olson, Johnson, Seiling, Magnusson, Flanagan ·
1908: Barrett, Goodfellow, Humphreys, Hirons, Ireton, Merriman, Mills, Shepherd ·
1912: Andersson, Bergman, Edman, Fredriksson, Gustafsson, Jonsson, Larsson, Lindström ·
1920: Canning, Holmes, Humphreys, Mills, Sewell, Shepherd, Stiff, Thorn